# Хада-Булацьке сільське поселення (Борзинський район)
Ха́да-Була́цьке сільське поселення (рос. Хада-Булакское сельское поселение) — сільське поселення у складі Борзинського району Забайкальського краю Росії.
Адміністративний центр — село Хада-Булак.

## Історія
2013 року було утворено село Малий Хада-Булак шляхом виділення частин із села Хада-Булак.

## Населення
Населення сільського поселення становить 556 осіб (2019; 658 у 2010, 928 у 2002).

## Склад
До складу сільського поселення входять:
| Населений пункт        | Населення, осіб (2002) | Населення, осіб (2010) |
| ---------------------- | ---------------------- | ---------------------- |
| Малий Хада-Булак, село | -                      | -                      |
| Хада-Булак, село       | 928                    | 658                    |